# 1974

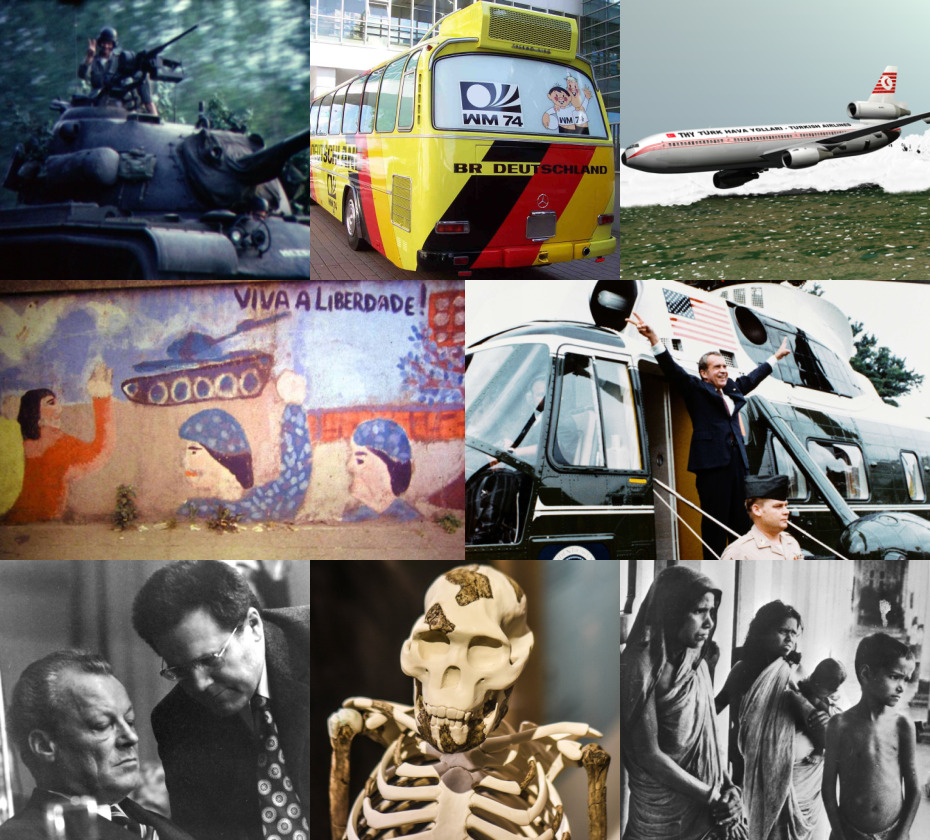
En el sentido de las agujas del reloj desde la izquierda parte superior izquierda: Turquía invade Chipre; La Copa Mundial de fútbol de 1974 se lleva a cabo en Alemania Occidental, cuya selección ganó el torneo; el vuelo 981 de Turkish Airlines se estrelló en el bosque de Ermenonville sin dejar supervivientes; Richard Nixon renuncia como presidente de los Estados Unidos; se produce una hambruna en Bangladés; una colección de varios cientos de piezas de hueso fosilizado apodado Lucy se encuentra en la depresión de Afar (Etiopía); las autoridades de Alemania Occidental descubrieron que Günter Guillaume estaba espiando para el gobierno de Alemania Oriental; una pared pintada que representa la Revolución de los Claveles en Portugal, en la que un golpe militar derrocó al autoritario Estado Novo.

1974 (MCMLXXIV) fue un año común comenzado en martes según el calendario gregoriano. Fue designado como:
- El Año del Tigre, según el horóscopo chino.
- Año Mundial de la Población[1] según la ONU.

Los principales acontecimientos de 1974 incluyen las secuelas de la crisis del petróleo de 1973 y la dimisión del presidente de los Estados Unidos, Richard Nixon, tras el escándalo de Watergate. En el Medio Oriente, las secuelas de la guerra de Yom Kipur de 1973 determinaron la política; tras la dimisión de la primera ministra israelí Golda Meir en respuesta al elevado número de bajas israelíes, fue sucedida por Yitzhak Rabin. En Europa, la invasión y ocupación del norte de Chipre por las tropas turcas inició la disputa de Chipre. La Revolución de los Claveles tuvo lugar en Portugal y el canciller de Alemania Occidental, Willy Brandt, dimitió tras un escándalo de espionaje en torno a su secretario Günter Guillaume. En los deportes, el año estuvo dominado principalmente por la Copa Mundial de la FIFA en Alemania Occidental, en la que el equipo nacional alemán ganó el título del campeonato, así como "The Rumble in the Jungle", un combate de boxeo entre Muhammad Ali y George Foreman en Zaire.

## Acontecimientos

### Enero
- 1 de enero: la población mundial alcanza los 4.000 millones de habitantes.[2]
- 5 de enero: Carlos Andrés Pérez es Juramentado ante el Congreso de Venezuela como presidente de la República de Venezuela.
- 6 de enero: en Reino Unido se implanta la semana laboral de tres días, a causa de la escasez energética provocada por la huelga en la minería.
- 6 de enero: en México se inaugura el primer programa deportivo, DeporTV.
- 10 de enero: en un mismo pozo artificial, a 343, 342 y 0 metros de profundidad, en el área U10as del Sitio de pruebas atómicas de Nevada (a unos 100 km al noroeste de la ciudad de Las Vegas), a las 7:38 (hora local), Estados Unidos detona simultáneamente sus bombas atómicas Pinedrops-Sloat-1, Pinedrops-Bayou-2 y Pinedrops-Tawny-3 (las tres de menos de 5 kilotones). Son las bombas n.º 812 a 814 de las 1132 que Estados Unidos detonó entre 1945 y 1992.
- 13 de enero: en Houston (Texas) se celebra el Super Bowl VIII.
- 15 de enero: en Brasil asciende al poder el general Ernesto Geisel.
- 17 de enero: en Colombia el grupo M-19, roba desde la Quinta de Bolívar, la espada del libertador.

### Febrero
- 1 de febrero: en São Paulo (Brasil) se incendia el edificio Joelma causando 177 muertos y 293 heridos. Otras 11 personas mueren más tarde a consecuencia de las heridas sufridas.
- 2 de febrero: en China, un campesino descubre en sus tierras trozos de lo que parece ser una estatua hecha de arcilla cocida roja. Era el primero de los Guerreros de Terracota. Este sería el descubrimiento más importante del siglo en China.
- 3 de febrero: en Costa Rica, Daniel Oduber, es elegido presidente.

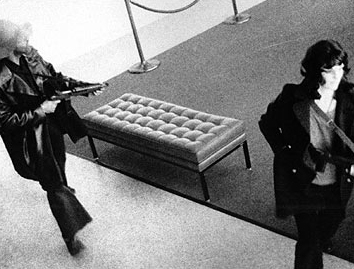
Patty Hearst durante un atraco.

- 4 de febrero: en Estados Unidos es secuestrada Patricia Hearst (nieta del magnate de la prensa estadounidense William Randolph Hearst) que se unirá a sus raptores.
- 7 de febrero: la isla de Granada proclama su independencia del Imperio británico.
- 7 de febrero: Camilo José Cela retira su candidatura a la presidencia del Ateneo de Madrid.
- 9 de febrero: Es inaugurado por el presidente de Venezuela Rafael Caldera la institución educativa Ciclo Básico "Ramón Díaz Sánchez" hoy Unidad Educativa Nacional "Ramón Díaz Sánchez" en la localidad de Caricuao, Caracas.
- 11 de febrero: los países occidentales celebran una conferencia sobre la energía en Washington en la que deciden la creación de la Agencia Internacional de la Energía.
- 13 de febrero: en la Unión Soviética, el escritor ruso Alexander Solzhenitsin es expulsado del país.
- 14 de febrero: en México se funda la Comisión Nacional de Rallies.
- 14 de febrero: En Yucatán (México) es asesinado el líder estudiantil Efraín El Charras Calderón Lara
- 21 de febrero: abandonan el canal de Suez los últimos soldados israelíes.
- 21 de febrero: en Japón se publica por última vez el cómic diario Sazae-san (de la dibujante Machiko Hasegawa) en el Asahi Shimbun después de 28 años ininterrumpidos.
- 22 de febrero: el gobierno pakistaní de Zulfikar Ali Bhutto reconoce a Bangladés.
- 22 de febrero: Teleamazonas inició sus transmisiones siendo el primer canal ecuatoriano en iniciar las imágenes a color.
- 24 de febrero: en Lahore, 36 países islámicos deciden otorgar ayuda a los países en vías de desarrollo.
- 27 de febrero: en Isla de Margarita (Venezuela) es declarado parque nacional Isla de Margarita.[3]
- 28 de febrero: en la provincia de Córdoba (Argentina), el jefe de policía Antonio Navarro, depone al gobernador democrático Obregón Cano y al vicegobernador Atilio López.
- 28 de febrero: se celebra la primera ronda de las elecciones del Reino Unido.

### Marzo
- 3 de marzo: en un bosque cerca de París cae un avión DC-10 de Turkish Airlines que viajaba de París a Londres. Mueren las 346 personas a bordo.
- 4 de marzo: en Reino Unido, Edward Heath, dimite a su cargo de primer ministro.
- 8 de marzo: en París (Francia) se inaugura el aeropuerto Charles de Gaulle.
- 10 de marzo: en las Filipinas, aparece y se rinde Hiroo Onoda (soldado japonés escondido desde la Segunda Guerra Mundial).
- 10 de marzo: varios hombres vestidos de civil ingresan en las oficinas del Comité de Familiares de Desaparecidos (en la Guatemala y asesinan a su director, Edmundo Guerra Theilheimer.
- 11 de marzo: en Venezuela, Carlos Andrés Pérez toma posesión de su puesto como presidente electo.
- 15 de marzo: en Brasil, Ernesto Geisel toma posesión de su puesto como presidente electo.
- 18 de marzo: en Golborne Colliery, cerca de Wigan (Lancashire), mueren diez mineros por una explosión de gas metano.
- 22 de marzo: en el circuito de Kyalami (Sudáfrica) fallece en accidente el piloto estadounidense Peter Revson.
- 27 de marzo: fallece el expresidente colombiano Eduardo Santos Montejo.
- 29 de marzo: la astronave estadounidense Mariner 10 realiza el primer sobrevuelo del planeta Mercurio.
- 30 de marzo: en el circuito de Kyalami (Sudáfrica) fallece en accidente el piloto estadounidense Peter Revson.
- 31 de marzo: las aerolíneas británicas BOAC y BEA se fusionan para formar British Airways.

### Abril
- 2 de abril: en Dortmund, Alemania se inaugura el estadio Signal Iduna Park.
- 2 de abril: en París (Francia) Muere el presidente Georges Pompidou.
- 4 de abril: Hank Aaron empata a Babe Ruth por el récord de jonrones de todos los tiempos con su cuadrangular #714 en el Riverfront Stadium de Cincinnati.
- 6 de abril: en Brighton (Inglaterra) el grupo pop ABBA vence en el Festival de la Canción de Eurovisión.
- 8 de abril: Hank Aaron se convirtió en el líder de jonrones de la MLB de todos los tiempos con su cuadrangular #715 en Atlanta frente a una audiencia de televisión nacional.
- 10 de abril: en Israel renuncia la primera ministra Golda Meir.
- 15 de abril: en San Francisco (California), miembros del Ejército de Liberación Simbionés roba una sucursal del Hibernia National Bank; participa Patricia Hearst, su víctima de secuestro.
- 21 de abril: Alfonso López Michelsen, es elegido nuevo presidente de Colombia.
- 25 de abril: en Portugal se desarrolla la Revolución de los Claveles (Revolução dos Cravos).

### Mayo
- 1 de mayo: El presidente Juan Domingo Perón increpa duramente a militantes de la Juventud Peronista que coreaban consignas en contra de su gobierno y que tras la reacción del líder justicialista se retiran de la Plaza de Mayo.
- 4 de mayo: en Nepal, un grupo de alpinistas japonesas sube al monte Manaslu; son las primeras mujeres que trepan a uno de los ochomiles (montañas de más de 8000 metros).
- 4 de mayo: en Spokane (Washington), abre la Feria Mundial Expo ’74.
- 5 de mayo: Giscard d'Estaing gana la primera vuelta de las elecciones presidenciales francesas.
- 7 de mayo: Willy Brandt dimite como canciller de Alemania.
- 8 de mayo: Daniel Oduber asume la presidencia de Costa Rica.
- 9 de mayo: en Japón, un terremoto de 6,9 y un tsunami dejan 38 muertos.
- 11 de mayo: un violento terremoto de 6,8 sacude la ciudad china de Zhaotong causando 20.000 muertes.
- 16 de mayo: Helmut Schmidt es elegido nuevo canciller de Alemania.
  - Joaquín Balaguer es elegido presidente de la República Dominicana por cuarta vez.
- 18 de mayo: en India, en el marco del proyecto Buda sonriente, India detona su primera bomba atómica, siendo la sexta nación con poder nuclear.
  - en Konstantynów (Polonia) se inaugura una antena de radio que sería la estructura más alta construida por el hombre. Caerá el 8 de agosto de 1991.
- 19 de mayo: Giscard d'Estaing gana la segunda vuelta de las elecciones presidenciales francesas.

### Junio
- 2 de junio: en Europa se consagra campeón por primera vez en su historia el Club Atlético Newell's Old Boys de Rosario.
- 12 de junio: en Buenos Aires (Argentina) el presidente Juan Domingo Perón da su último discurso desde los balcones de la Casa Rosada.
- 13 de junio (jueves): en Alemania Federal se inaugura la Décima Edición del Mundial de fútbol Alemania 1974.
- 13 de junio: en la República Árabe de Yemen, parte del Yemen reunificado desde 1990, el ejército bajo el mando del coronel Ibrahim al-Hamdi toma el poder en un golpe de estado incruento.
- 13 de junio: en el aeropuerto de Nefteyugansk (2811 km al este de Moscú), un helicóptero Mi‑8 de Aeroflot sufre un accidente. Mueren 14 de las 19 personas a bordo. Sobrevivieron los tres miembros de la tripulación y dos pasajeros.
- 16 de junio: Leonid Brézhnev gana las elecciones soviéticas en el Sóviet Supremo.
- 19 de junio: en Manila (Filipinas), Amparo Muñoz (Miss España 1973) es proclamada Miss Universo 1974.
- 22 de junio: en Chicago (Estados Unidos) se abre al público la Willis Tower.
- 30 de junio: en Atlanta (estado de Georgia), Alberta Williams King (la madre del asesinado líder negro Martin Luther King [1929-1968]) es asesinada durante un servicio religioso.

### Julio
- 1 de julio: en Buenos Aires (Argentina) fallece Juan Domingo Perón, expresidente de Argentina. Es sucedido por su esposa, la vicepresidenta Isabelita Martínez de Perón. Se convierte en la primera mujer Jefa de Estado de Sudamérica.
- 1 de julio: Kjell Eugenio Laugerud García asume la presidencia de Guatemala.
- 7 de julio: en Múnich (Alemania) se Clausura el mundial de fútbol y Alemania Federal es campeón por Segunda Vez de la Copa Mundial de Fútbol de 1974 tras vencer 2-1 a la selección de los Países Bajos.
- 15 de julio: en Estados Unidos, la presentadora de televisión Christine Chubbuck, se dispara en la cabeza con un revólver mientras presentaba su programa. Fallecería en el hospital catorce horas más tarde.
- 15 de julio: en Chipre, Nikos Sampson dirige un golpe de Estado contra el presidente Makarios III, instaurando una dictadura.
- 20 de julio: en Chipre, se realiza la Operación Atila, por parte del gobierno de Turquía, que ocupa el 38% de la isla, instaurando la República Turca del Norte de Chipre, que no es reconocida internacionalmente.
- 23 de julio: en Chipre, Nikos Sampson dimite por presión internacional y por la invasión turca.
- 31 de julio: en Buenos Aires, la banda terrorista de derecha Triple A (Alianza Anticomunista Argentina) asesina al intelectual y político Rodolfo Ortega Peña, de 37 años.

### Agosto
- 2 de agosto: en España se inaugura el Parque de atracciones de Zaragoza.
- 7 de agosto: Alfonso López Michelsen asume la presidencia de Colombia.
- 7 de agosto: en Nueva York, el acróbata francés Philippe Petit camina sobre una cuerda entre las Torres Gemelas del World Trade Center.

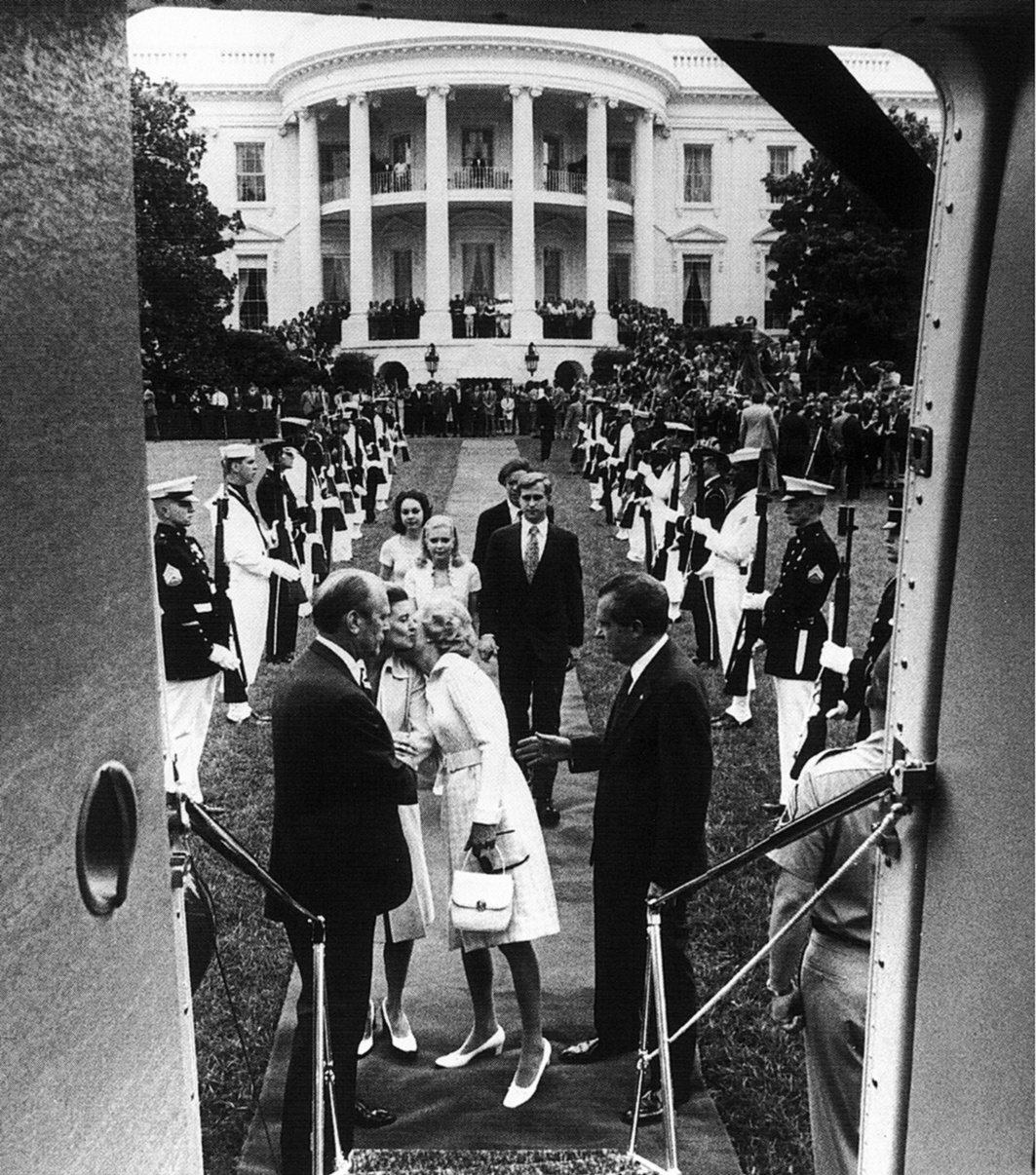
El presidente republicano Richard Nixon es echado de la Casa Blanca, a raíz del Escándalo Watergate.

- 9 de agosto: el presidente republicano Richard Nixon dimite a causa de los escándalos de corrupción, abuso de poder y espionaje a los demócratas conocido como Watergate. Le sucede en la presidencia el vicepresidente republicano Gerald Ford.
- 14 de agosto: en el área de pruebas atómicas de Nevada (102 km al noroeste de la ciudad de Las Vegas), a las 6:00 hora local, Estados Unidos detona a 430 metros bajo tierra su bomba aolltómica Puye, de 8 kilotones. Es la bomba n.º 825 de las 1129 que Estados Unidos detonó entre 1945 y o1992.
- 30 de agosto: en el área de pruebas atómicas de Nevada, a las 7:00 (hora local), Estados Unidos detona a 655 m bajo tierra su bomba atómica n.º 826, Portmanteau, de 160 kilotones.

### Septiembre
- 1 de septiembre: en Teherán (Irán) comienzan los VII Juegos Asiáticos.
- 1 de septiembre: en Nicaragua, Anastasio Somoza es reelegido presidente.
- 10 de septiembre: Guinea Bissau se independiza de Portugal.
- 12 de septiembre: en Etiopía, el emperador Haile Selassie es depuesto.
- 13 de septiembre: en La Haya (Países Bajos), la embajada francesa es tomada como rehén por miembros del Ejército Rojo Japonés.
- 14-24 de septiembre: el Huracán Fifi arrasa México y Centroamérica.
- 16 de septiembre: en Teherán (Irán) culminan los VII Juegos Asiáticos.

### Octubre
- 3 de octubre: en Lima, se registra un violento terremoto de 8,1 que deja 78 muertos y 2.400 heridos.
- 6 de octubre: 
  - en el circuito de Watkins Glen (Estados Unidos) fallece en accidente el piloto austríaco Helmuth Koinigg.
  - el CSD Municipal de Guatemala, gana el Torneo Centroamericano 1974. Convirtiéndolo hasta el día de hoy en el título más importante para un club guatemalteco.
- 8 de octubre: en las Antillas Menores se registra un terremoto de 6,9 que deja varios heridos.
- 8 de octubre : se fundó el estado de Quintana Roo[4]
- 10 de octubre: se celebra la segunda ronda de las elecciones del Reino Unido.
- 13 de octubre: en España, el Congreso de Suresnes, elige a Felipe González como secretario general del PSOE.
- 26 de octubre: 
  - en el aeropuerto El Dorado, Bogotá, Colombia aterriza el Concorde por primera vez.
  - en Acapulco (México), la cantante puertorriqueña Nydia Caro vence en el Festival OTI con el tema "Hoy canto por cantar".
- 28 de octubre: a 404 metros bajo tierra, en el área U12n.09 del Sitio de pruebas atómicas de Nevada (a unos 100 km al noroeste de la ciudad de Las Vegas), a las 7:00 (hora local) Estados Unidos detona su bomba atómica n.º 831: Hybla Fair, de menos de 20 kilotones.
- 30 de octubre: Muhammed Ali recupera el título mundial de los pesos pesados ante George Foreman.

### Noviembre
- 13 de noviembre: en Amityville Nueva York (Estados Unidos), Ronald DeFeo Jr. asesina a todos los miembros de su familia, otorgándole 25 años de prisión por cada asesinato.
- 15 de noviembre: España pone en órbita el Intasat, primer satélite artificial de ese país.
- 16 de noviembre: en Arecibo (Puerto Rico), se celebra la remodelación del radiotelescopio de Arecibo enviando un mensaje de radio hacia el cúmulo de Hércules.
- 18 de noviembre: Se llevan a cabo los funerales de los 6 miembros de la familia Defeo. Asesinados la madrugada del 13 de noviembre por el hijo mayor Ronald DeFeo Jr.
- 21 de noviembre: en Birmingham (Inglaterra), los Birmingham Six hacen estallar dos pubs. Mueren 21 personas. El grupo será sentenciado a cadena perpetua.
- 24 de noviembre: en la depresión de Afar del Gran Valle del Rift (Etiopía), el paleoantropólogo estadounidense Donald Johanson (1943-) descubre los restos fósiles de Lucy, una mujer adulta de 20 años de edad y un metro de estatura de la especie Australopithecus afarensis, de 3,2 millones de años.

### Diciembre
- 1 de diciembre: el vuelo TWA 514 (un Boeing 727) cae a 40 km al noroeste del Aeropuerto Internacional de Dulles debido al mal tiempo. Mueren las 92 personas que iban a bordo.
- 1 de diciembre: Anastasio Somoza, asume la presidencia de Nicaragua por segunda vez.
- 8 de diciembre: en Grecia se realiza un referéndum institucional.
- 13 de diciembre: Malta se convierte en república.
- 19 de diciembre: en el Castillo de Dublín (Irlanda) Cearbhall Ó Dálaigh se convierte en el quinto presidente de ese país.
  - Nelson Rockefeller es elegido como vicepresidente de los Estados Unidos.
- 23 de diciembre: en Melbourne (Australia), la policía arresta al ex primer ministro británico John Stonehouse, que fingió su ahogamiento en Florida (Estados Unidos).
- 24 a 25 de diciembre: en Australia, la ciudad de Darwin es destruida por el huracán Tracy.
- 28 de diciembre: en Pakistán se registra un destructivo terremoto de 6,2 que deja un saldo de 5.300 muertos y 17.000 heridos.

### Acontecimientos (sin fecha)
- La población mundial alcanza los 4000 millones de personas.
- El psicólogo Stanley Milgram (de la Universidad de Yale) publica su libro Obedience to authority; an experimental view,[5] donde describe su experimento.
- En Alemania, la empresa Volkswagen estrena su modelo Golf, que reemplaza al Escarabajo Volkswagen.
- En marzo se inicia en Bangladés un periodo de hambruna que se alargará hasta diciembre, causando entre 1 y 1,5 millones de muertes.

## Fallecimientos
- Genaro Guzmán Mayer, escritor, dramaturgo y poeta mexicano (n. 1909).[6]

## Arte y literatura

### Premio Planeta
- Ganador: Icaria, Icaria... de Xavier Benguerel.
- Finalista: Gran café de Pedro de Lorenzo.

### Premio Nadal
- Luis Gasulla por Culminación de Montoya.

### Premio Pulitzer
- Novela: desierto.
- Poesía: Robert Lowell por El delfín.

### Premio John W. Campbell Memorial
- Cita con Rama de Arthur C. Clarke y Malevil de Robert Merle

## Ciencia y tecnología
- Como una parte del proyecto SETI se envía desde el radiotelescopio de Arecibo un mensaje en busca de vida inteligente.

### Medalla Fields
- Enrico Bombieri (Universidad de Pisa).
- David Bryant Mumford (Universidad de Harvard).

## Deporte

### Atletismo
- Campeonato Europeo de Atletismo: se celebra la XI edición en Roma,  Italia.
  - Ganador del medallero   República Democrática Alemana

- Campeonato Europeo de Atletismo en Pista Cubierta: se celebra la V edición en Gotemburgo,  Suecia.
  - Ganador del medallero   Polonia

### Automovilismo
- Fórmula 1:
  - Campeonato de pilotos:

  1.  Emerson Fittipaldi.
  2.  Clay Regazzoni.
  3.  Jody Scheckter.

  - Campeonato de constructores:

  1.  Ferrari.
  2.  McLaren-Ford.
  3.  Tyrrell-Ford.

- Campeonato Mundial de Rally:
  - Campeonato de Constructores:

  1.  Lancia.
  2.  Fiat.
  3.  Ford.

### Baloncesto

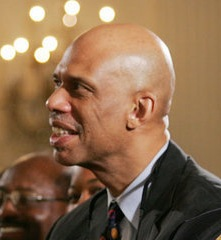
Kareem Abdul-Jabbar.

- Copa de Europa:  Real Madrid.
- NBA:
  - Playoffs:  Boston Celtics.
  - MVP de la Temporada:  Kareem Abdul-Jabbar.
  - Rookie del Año:  Ernie DiGregorio.
  - Entrenador del Año:  Ray Scott.
- Copa Korac:  Forst Cantú.
- Liga ACB:  Real Madrid.
- Copa del Generalísimo:  Real Madrid.

### Balonmano
- Copa de Europa de Balonmano:  VFL Gummersbach.
- División de Honor:  BM Granollers.

### Béisbol
- Juego de la Estrellas: Liga Nacional.

### Ciclismo
- Tour de Francia:

1. Eddy Merckx.
2. Raymond Poulidor.
3. Vicente López-Carril.

- Vuelta ciclista a España:

1. José Manuel Fuente.
2. Joaquim Agostinho.
3. Miguel María Lasa.

- Giro de Italia:

1. Eddy Merckx.
2. Gianbattista Baronchelli.
3. Felice Gimondi.

- Campeonato mundial de ciclismo en ruta

  Eddy Merckx.
  Raymond Poulidor.
  Mariano Martínez.
- Milán-San Remo:  Felice Gimondi.
- Tour de Flandes:  Cees Bal.
- París-Roubaix:  Roger De Vlaeminck.
- Amstel Gold Race:  Gerrie Knetemann.
- Lieja-Bastogne-Lieja:  Georges Pintens.
- Campeonato de Zúrich:  Walter Godefroot.
- París-Tours:  Francesco Moser.
- Giro de Lombardía:  Roger De Vlaeminck.
- Burdeos-París:  Herman Van Springel.
- Critérium Nacional:  Bernard Thévenet.
- Cuatro días de Dunkerque:  Walter Godefroot.
- Dauphiné Libéré:  Alain Santy.
- Subida a Montjuic:  Eddy Merckx.
- Flecha Valona:  Frans Verbeeck.
- Gran Premio Navarra:  Miguel María Lasa.
- Clásica de Amorebieta:  Andrés Oliva.
- Gante-Wevelgem:  Barry Groot Hoban.
- Gran Premio de Plouay:  Raymond Martin.
- Gran Premio de las Naciones:  Roy Schuiten.
- Midi Libre:  Jean-Pierre Danguillaume.
- Milán-Turín:  Roger De Vlaeminck.
- Omloop Het Volk:  Joseph Bruyere.
- París-Niza:  Joop Zoetemelk.
- Semana Catalana:  Joop Zoetemelk.
- Subida a Arrate:  Pedro Torres.
- Tirreno-Adriático:  Roger De Vlaeminck.
- Tour de Romandía:  Joop Zoetemelk.
- Volta a Cataluña:  Bernard Thévenet.
- Vuelta a Aragón:  Javier Elorriaga.
- Vuelta a Asturias:  Juan Manuel Santiesteban.
- Vuelta a La Rioja:  Jesús Manzaneque.
- Vuelta al País Vasco:  Miguel María Lasa.
- Vuelta Ciclista del Uruguay:  Rubén Messones.

### Fútbol

#### Noticias
- 11 de enero: Se funda el Deportivo Táchira Fútbol Club en la ciudad de San Cristóbal en Venezuela
- 17 de febrero: Una avalancha en un partido en el Cairo, deja 49 muertos.
- 6 de octubre: el Club Atlético Banfield vence por 13 a 1 a Puerto Comercial de Bahía Blanca, esto quedó registrado como la mayor goleada de la historia del fútbol argentino.[7]

#### Campeonatos por selecciones
- Copa Mundial de Fútbol en Alemania Federal:

  Alemania Federal.
  Países Bajos.
  Polonia.

#### Campeonatos internacionales
- Copa Intercontinental:  Atlético de Madrid.
- Copa de Campeones de la CONCACAF:  CSD Municipal.
- Copa Libertadores de América:  Independiente.
- Copa de Europa:  Bayern Múnich.
- Copa de la UEFA:  Feyenoord de Róterdam.
- Supercopa de Europa: No se disputó.

#### Campeonatos nacionales
- Argentina:
  - Torneo Metropolitano:  Newell's Old Boys.
  - Torneo Nacional:  San Lorenzo.
  - Primera B:  Temperley.
- Alemania:
  - Bundesliga (Alemania):  Bayern Múnich.
- Bolivia:
  - Primera División Campeonato Nacional. Campeón The Strongest (La Paz), Subcampeón Wilstermann (Cochabamba), Tercer Puesto Bolívar (La Paz).
- Brasil:
  - Serie A:  Vasco da Gama.
- Chile:
  - Primera División de Chile:  Huachipato.
- Colombia:
  - Fútbol Profesional Colombiano:  Club Deportivo Cali.
- Costa Rica:
  - Primera División:  Deportivo Saprissa.
- Ecuador:
  - Serie A:  Liga de Quito.
- España:
  - Primera División:  FC Barcelona.
  - Segunda División:  Betis.
  - Copa del Generalísimo:  Real Madrid.
- Francia:
  - Ligue 1: Saint-Étienne.
- Inglaterra:
  - First Division:  Leeds United F.C..
- Italia:
  - Serie A: Lazio.
- México:
  - Primera División:  Cruz Azul.
- Países Bajos:
  - Eredivisie:  Feyenoord.
- Paraguay:
  - Primera División:  Cerro Porteño.
- Perú:
  - Liga Peruana de Fútbol:  Universitario de Deportes.
- Uruguay:
  - Primera División:  Peñarol.
- Venezuela:
  - Primera División:  Deportivo Galicia.

#### Trofeos
- Bota de Oro:  Héctor Yazalde.
- Balón de Oro africano:  Paul Moukila.

### Fútbol americano
- Super Bowl:  Miami Dolphins.

### Golf
- US Open:  Hale Irwin.
- Masters de Augusta:  Gary Player.
- British Open:  Gary Player.
- Campeonato de la PGA:  Lee Trevino.

### Motociclismo
- 500cc:  Phil Read.
- 350cc:  Giacomo Agostini.
- 250cc:  Walter Villa.
- 125cc:  Kent Andersson.
- 50cc:  Henk van Kessel.

### Tenis
- Abierto de Australia:  Jimmy Connors y  Evonne Goolagong.
- Roland Garros:  Björn Borg y  Chris Evert.
- Wimbledon:  Jimmy Connors y  Chris Evert.
- Abierto de los Estados Unidos:  Jimmy Connors y  Billie Jean King.
- WTA Tour Championships:  Evonne Goolagong.
- Tennis Masters Cup:  Guillermo Vilas.
- Copa Davis:  Sudáfrica.
- Copa Federación:  Australia.

## Cine

### Estrenos
- 7 de febrero: Sillas de montar calientes, de Mel Brooks.
- 5 de marzo: Todos nos llamamos Alí, de Rainer Werner Fassbinder.
- 7 de abril: La conversación, de Francis Ford Coppola.
- 23 de mayo: Un botín de 500.000 dólares, de Michael Cimino.
- 20 de junio: Chinatown, de Roman Polański.
- Junio: Ankur, de Shyam Benegal.
- 9 de julio: Estrella oscura, de John Carpenter.
- 12 de agosto: Harry y Tonto, de Paul Mazursky.
- 20 de septiembre: Una mujer bajo la influencia, de John Cassavetes.
- 1 de octubre: La matanza de Texas, de Tobe Hooper.
- 15 de noviembre: El enigma de Gaspar Hauser, de Werner Herzog.
- 15 de noviembre: Terremoto, de Mark Robson.
- 24 de noviembre: Asesinato en el Orient Express, de Sidney Lumet.
- 9 de diciembre: Alicia ya no vive aquí, de Martin Scorsese.
- 10 de diciembre: The Towering Inferno (El coloso en llamas o Infierno en la torre), de John Guillermin.
- 12 de diciembre: The Godfather Part II, de Francis Ford Coppola.
- 15 de diciembre: El jovencito Frankenstein o El joven Frankenstein, de Mel Brooks.
- 18 de diciembre: El hombre de la pistola de oro, de Guy Hamilton.

Todas las fechas pertenecen a los estrenos oficiales de sus países de origen, salvo que se indique lo contrario.

### Premios Óscar
- Mejor Película: The Godfather Part II.
- Mejor Director: Francis Ford Coppola por The Godfather Part II.
- Mejor Actor: Art Carney por Harry y Tonto.
- Mejor Actriz: Ellen Burstyn por Alicia ya no vive aquí.
- Mejor Actor de Reparto: Robert De Niro por The Godfather Part II.
- Mejor Actriz de Reparto: Ingrid Bergman por Asesinato en el Orient Express.
- Mejor Guion Original: Robert Towne por Chinatown.

### Premios Globo de Oro
- Mejor película - Drama: El exorcista.
- Mejor película - Comedia o musical: American graffiti.
- Mejor director: William Friedkin, por El exorcista.
- Mejor actor - Drama: Al Pacino, por Serpico.
- Mejor actor - Comedia o musical: George Segal, por Un toque de distinción.
- Mejor actriz - Drama: Marsha Mason, por Permiso para amar hasta medianoche.
- Mejor actriz - Comedia o musical: Glenda Jackson, por Un toque de distinción.
- Mejor guion: William Peter Blatty, por El exorcista.
- Mejor serie - Drama: Los Waltons.
- Mejor serie - Comedia o musical: All in the Family.

## Música

### Noticias
- 18 de febrero: Kiss lanza su álbum debut.
- Se forma The Ramones, considerada por muchos como la primera banda punk.
- Se forma Blondie.
- Se forma Cheap Trick.
- Los Melódicos lanzan un álbum a los 30 años de vida de Víctor Piñero titulado Álbum Homenaje a Víctor Piñero 30 Años
- Se disuelve la banda británica Herman's Hermits
- Se forma uno de los grupos pioneros en Post-punk Nightmares in Wax. El cantante de dicha banda sería Pete Burns, quien años más tarde conformaría Dead or Alive.
- Se forma la banda Talking Heads.
- Se forma el grupo de heavy metal británico Raven.
- El 13 de Octubre, la American Broadcasting Company (ABC) transmite el especial "Sinatra: The Main Event". Con una duración de 60 minutos desde el Madison Square Garden de la ciudad de Nueva York, Nueva York.

### Álbumes
- Lynyrd Skynyrd: Free Bird.
- ABBA: Waterloo.
- AC/DC: High Voltage.
- Aerosmith: Get Your Wings.
- America: Holiday
- Beach Boys: publican el exitoso álbum doble compilatorio Endless Summer.
- Billy Joel:  Street Life Serenade.
- Brian Eno: Here Come The Warm Jets.
- Bob Dylan: Planet Waves.
- Bob Dylan: Before the Flood.
- Cher: Dark Lady, Greatest Hits.
- David Bowie: Diamond Dogs.
- Deep Purple: Burn.
- Deep Purple: Strombringer.
- Elvis Presley: Elvis: As Recorded Live On Stage In Memphis
- Emerson, Lake & Palmer: Welcome Back My Friends to the Show That Never Ends.
- Frank Sinatra: "Some Nice Things I’ve Missed". «Álbum publicado en julio bajo el sello discográfico Reprise Records». "The Main Event – Live". «Álbum publicado en octubre bajo el sello discográfico Reprise Records».
- Genesis: The Lamb Lies Down on Broadway.
- Gigliola Cinquetti: A las puertas del cielo.
- Jethro Tull: War Child.
- John Lennon: Walls and Bridges.
- José José: Vive
- José Luis Perales: El pregón.
- Judas Priest: Rocka Rolla.
- King Crimson: Starless and Bible Black.
- King Crimson: Red.
- Kiss: Hotter Than Hell.
- Kiss: Kiss.
- Kraftwerk: Autobahn.
- Módulos: Solo palabras, Al ponerse el sol (single 6.º).
- Módulos: Modulos4 (LP 4.º).
- Queen: Queen II.
- Queen: Sheer Heart Attack.
- Ringo Starr: Goodnight Vienna
- Rush: Rush.
- Scorpions: Fly to the Rainbow.
- Sui Generis: Pequeñas anécdotas sobre las Instituciones.
- Supertramp: Crime of the Century.
- The Rolling Stones: It's Only Rock'n'Roll.
- Uriah Heep: Wonderworld
- Vitín Avilés: Canta al Amor
- Yes: Tales from Topographic Oceans.
- Yes: Relayer.
- Emilio José: Soledad.

### Festivales
- El 6 de abril se celebra la XIX edición del Festival de la Canción de Eurovisión en Brighton  Reino Unido.
  - Ganador/a: La cantante ABBA con la canción«Waterloo» representando a Suecia .

### Festival de la OTI
- Sólo canto por cantar de Nydia Caro gana por  Puerto Rico.

### Premio Ernst von Siemens
- Benjamin Britten.

## Premios Nobel
- Física:  Martin Ryle y  Antony Hewish.[8]
- Química:  Paul J. Flory.[8]
- Medicina:  Albert Claude,  Christian de Duve y  George E. Palade.[8]
- Literatura:  Eyvind Johnson y  Harry Martinson.[8]
- Paz:  Seán MacBride y  Eisaku Satō.[8]
- Economía:  Gunnar Myrdal y  Friedrich Hayek.[8]